# Chasmata di Venere
Segue una lista dei chasmata presenti sulla superficie di Venere. La nomenclatura di Venere è regolata dall'Unione Astronomica Internazionale; la lista contiene solo formazioni esogeologiche ufficialmente riconosciute da tale istituzione.
I chasmata di Venere portano il nome di divinità e personaggi mitologi femminili legati alla caccia e alla Luna.

## Prospetto
| Chasma             | Eponimo                                                                          | Latitudine | Longitudine | Diametro  |
| ------------------ | -------------------------------------------------------------------------------- | ---------- | ----------- | --------- |
| Aikhylu Chasma     | Aikhylu - Mitica figlia della Luna nella cultura dei Baschiri.                   | 32° N      | 292° E      | 300 km    |
| Aranyani Chasma    | Aranyani - Dea della foresta nell'Induismo.                                      | 69,3° N    | 74,4° E     | 718 km    |
| Ardwinna Chasma    | Arduinna - Dea della caccia nella mitologia celtica.                             | 21° N      | 197° E      | 500 km    |
| Artemis Chasma     | Artemide - Dea della caccia e della Luna nella mitologia greca.                  | 41,2° S    | 138,5° E    | 3.087 km  |
| Artio Chasma       | Artio - Dea della caccia nella mitologia celtica.                                | 35,5° S    | 39° E       | 450 km    |
| Baba-Jaga Chasma   | Baba Jaga - Strega delle foreste della mitologia slava.                          | 53,2° N    | 49,5° E     | 580 km    |
| Britomartis Chasma | Britomarti - Aiutante di Artemide nella mitologia greca.                         | 33° S      | 130° E      | 1.000 km  |
| Chang Xi Chasmata  | Chang Xi - Dea che diede origine a dodici lune nella mitologia cinese.           | 59° S      | 17° E       | 220 km    |
| Chondi Chasma      | Chondi - Dea degli animali selvaggi nella cultura bengalese.                     | 18,5° S    | 230° E      | 1.000 km  |
| Dali Chasma        | Dali - Dea della caccia nella mitologia georgiana.                               | 17,6° S    | 167° E      | 2.077 km  |
| Daura Chasma       | Daura - Grande cacciatrice nella cultura degli Hausa.                            | 73,8° N    | 53,8° E     | 729 km    |
| Devana Chasma      | Devana - Dea della caccia nella cultura cecoslovacca.                            | 22° N      | 283,5° E    | 2.000 km  |
| Dewi Ratih Chasma  | Dewi Ratih - Dea della Luna nella cultura di Bali.                               | 6,5° S     | 359,7° E    | 1.000 km  |
| Diana Chasma       | Diana - Dea della caccia e della Luna nella mitologia romana.                    | 14,8° S    | 154,8° E    | 938 km    |
| Dziwica Chasma     | Dziwica - Vergine delle foreste nei miti dei Sorbi.                              | 16,5° S    | 235° E      | 1.300 km  |
| Gamsilg Chasma     | Gamsilg - Divinità malvagia delle foreste nella cultura di Ceceni e Ingusci.     | 46° S      | 64° E       | 600 km    |
| Ganis Chasma       | Ganis - Vergine delle foreste nella cultura dei Lapponi occidentali.             | 18° N      | 189° E      | 3.700 km  |
| Geyaguga Chasma    | Geyaguga - Dea della Luna nella cultura dei Cherokee.                            | 56,5° S    | 70° E       | 800 km    |
| Gui Ye Chasma      | Gui Ye - Fata della Luna nella cultura cinese.                                   | 9° S       | 337,1° E    | 210 km    |
| Hanghepiwi Chasma  | Hanghepiwi - Parola della lingua Dakota che indica sia la Luna sia la notte.     | 48,5° S    | 18° E       | 1.100 km  |
| Hanwi Chasma       | Hanwi - Dea della Luna e del cielo nella cultura degli Oglala Sioux.             | 10,5° N    | 247° E      | 1.800 km  |
| Hecate Chasma      | Ecate - Dea della Luna nella mitologia greca.                                    | 18,2° N    | 254,3° E    | 3.145 km  |
| Heng-o Chasma      | Heng-o - Dea della Luna nella mitologia cinese.                                  | 6,6° N     | 355,5° E    | 734 km    |
| Hina Chasma        | Hina - Dea della Luna nella mitologia hawaiana.                                  | 63,7° N    | 20° E       | 415 km    |
| Ix Chel Chasma     | Ixchel - Dea associata alla Luna calante nella mitologia azteca.                 | 10° S      | 73,4° E     | 503 km    |
| Jana Chasma        | Giana - Divinità associata alla Luna nella mitologia romana.                     | 12,2° S    | 117,9° E    | 650 km    |
| Juno Chasma        | Giunone - Dea del ciclo lunare nella mitologia romana.                           | 30,5° S    | 111,1° E    | 915 km    |
| Kaygus Chasmata    | Kaygus - Signora degli animali delle foreste nella cultura dei Ketian siberiani. | 49,6° N    | 52,1° E     | 503 km    |
| Kicheda Chasma     | Kicheda - Dea associata alla luna nella cultura dei Nganasani.                   | 2,5° S     | 213° E      | 1.500 km  |
| Kokomikeis Chasma  | Kokomikeis - Dea della cultura dei Piedi Neri.                                   | 0° N       | 85° E       | 1.000 km  |
| Kottravey Chasma   | Kottravey - Dea nella caccia nella cultura dei Dravidi.                          | 30,5° N    | 77,9° E     | 744 km    |
| Kov-Ava Chasma     | Kov-Ava - Signora della foresta nella cultura dei Mordvini.                      | 58,8° S    | 21,8° E     | 470 km    |
| Kozhla-Ava Chasma  | Kozhla-Ava - Signora della foresta nella cultura dei Mariani.                    | 56,2° N    | 50,6° E     | 581 km    |
| Kuanja Chasma      | Kuanja - Spirito della caccia nella cultura degli Mbundu.                        | 12° S      | 99,5° E     | 890 km    |
| Lasdona Chasma     | Lasdona - Dea delle foreste nella mitologia lituana.                             | 69,3° N    | 36,8° E     | 697 km    |
| Latona Chasma      | Latona - Dea madre di Artemide nella mitologia romana.                           | 26° N      | 267,5° E    | 530 km    |
| Lesavka Chasma     | Lesavka - Divinità delle foreste nella mitologia slava.                          | 0,8° S     | 215° E      | 800 km    |
| Medeina Chasma     | Medeina - Dea delle foreste nella mitologia lituana.                             | 46,2° N    | 89,3° E     | 606 km    |
| Mežas-Mate Chasma  | Mežas-Mate - Dea delle foreste nella mitologia lettone.                          | 51° N      | 50,7° E     | 506 km    |
| Misne Chasma       | Misne - Vergine delle foreste nella cultura dei Mansi.                           | 78,3° N    | 316,5° E    | 610 km    |
| Mist Chasma        | Mist - Valchiria della mitologia norrena. Classificata come fossa fino al 1997.  | 39,5° N    | 247,3° E    | 244 km    |
| Morana Chasma      | Morana - Dea della Luna nella mitologia slava.                                   | 68,9° N    | 24,6° E     | 317 km    |
| Mots Chasma        | Mots - Dea della Luna nella cultura degli Avari.                                 | 51,9° N    | 56,1° E     | 464 km    |
| Nang-byon Chasma   | Nang-byon - Dea della Luna nella cultura dei Tai Dón.                            | 4° N       | 316,5° E    | 450 km    |
| Olapa Chasma       | Olapa - Dea della Luna nella cultura dei Masai.                                  | 42° S      | 208,5° E    | 650 km    |
| Parga Chasmata     | Parga - Strega delle foreste nella cultura dei Nenci.                            | 20° S      | 255° E      | 11.000 km |
| Pinga Chasma       | Pinga - Dea della caccia nella cultura degli Inuit.                              | 20° S      | 287° E      | 500 km    |
| Quilla Chasma      | Mama Quilla - Dea della Luna nella mitologia inca.                               | 23,7° S    | 127,3° E    | 973 km    |
| Rabie Chasma       | Rabie - Dea della Luna nella cultura dei Wemale.                                 | 10,5° S    | 267° E      | 950 km    |
| Ralk-umgu Chasma   | Ralk-umgu - Donna lunare nella cultura dei Nivkha.                               | 15° S      | 106° E      | 840 km    |
| Reitia Chasma      | Reitia - Dea della caccia degli antichi Veneti.                                  | 51,5° S    | 100° E      | 400 km    |
| Rona Chasma        | Rona - Dea Luna che controlla le maree nella cultura dei Maori.                  | 2,5° N     | 288° E      | 1.520 km  |
| Seo-Ne Chasma      | Seo-Ne - Dea Luna nella mitologia coreana.                                       | 63,5° S    | 26° E       | 430 km    |
| Sutkatyn Chasmata  | Sutkatyn - Spirito delle foreste nella cultura dei Cumucchi.                     | 64° S      | 11° E       | 350 km    |
| Tellervo Chasma    | Tellervo - Dea delle foreste che appare nel Kalevala.                            | 60° S      | 125° E      | 600 km    |
| Tkashi-mapa Chasma | Tkashi-mapa - Dea delle foreste nella mitologia georgiana.                       | 13° N      | 206° E      | 1.100 km  |
| Tsects Chasma      | Tsects - Spirito benevolo delle foreste nella cultura degli Haida.               | 61,6° S    | 35° E       | 600 km    |
| Varz Chasma        | Varz - Dea della Luna nella cultura dei Lezgini.                                 | 71,3° N    | 27° E       | 346 km    |
| Vir-ava Chasma     | Vir-ava - Madre foresta nella cultura dei Mordvini.                              | 16,5° S    | 124° E      | 1.700 km  |
| Vires-Akka Chasma  | Vires-Akka - Dea delle foreste nella cultura dei Sami.                           | 75,6° N    | 341,6° E    | 742 km    |
| Xaratanga Chasma   | Xaratanga - Dea della Luna nella cultura dei Tarasco.                            | 54° S      | 70° E       | 1.300 km  |
| Zewana Chasma      | Dziewanna - Dea della caccia nella mitologia slava.                              | 9° N       | 212° E      | 900 km    |
| Žverine Chasma     | Žverine - Dea della caccia nella mitologia lituana.                              | 18,5° N    | 271° E      | 1.300 km  |